# William S. Cowherd

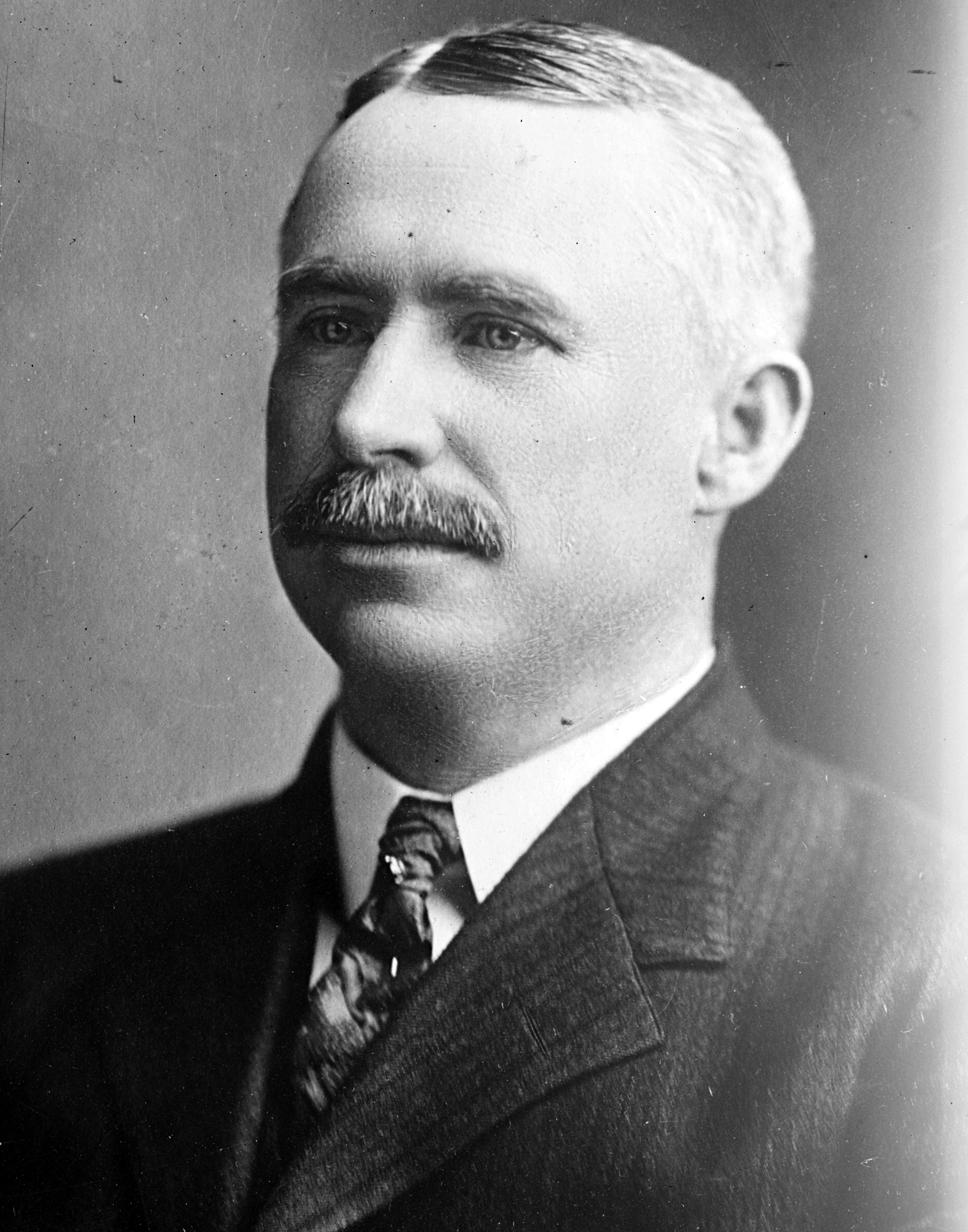
William S. Cowherd

William Strother Cowherd (* 1. September 1860 bei Lee’s Summit, Missouri; † 20. Juni 1915 in Pasadena, Kalifornien) war ein US-amerikanischer Politiker. Zwischen 1897 und 1905 vertrat er den Bundesstaat Missouri im US-Repräsentantenhaus.

## Werdegang
William Cowherd besuchte die öffentlichen Schulen seiner Heimat und studierte danach bis 1881 an der University of Missouri in Columbia Literatur. Nach einem Jurastudium an der gleichen Universität und seiner 1882 erfolgten Zulassung als Rechtsanwalt begann er in Kansas City in diesem Beruf zu arbeiten. Zwischen 1885 und 1889 war Cowherd stellvertretender Bezirksstaatsanwalt im dortigen Jackson County. Im Jahr 1890 arbeitete er als Jurist für die Stadtverwaltung von Kansas City. Politisch war er Mitglied der Demokratischen Partei. Von 1892 bis 1893 amtierte er als Bürgermeister von Kansas City.
Bei den Kongresswahlen des Jahres 1896 wurde Cowherd im fünften Wahlbezirk von Missouri in das US-Repräsentantenhaus in Washington, D.C. gewählt, wo er am 4. März 1897 die Nachfolge von Robert T. Van Horn antrat. Nach drei Wiederwahlen konnte er bis zum 3. März 1905 vier Legislaturperioden im Kongress absolvieren. In diese Zeit fiel der Spanisch-Amerikanische Krieg von 1898. Im Jahr 1904 unterlag Cowherd dem Republikaner Edgar C. Ellis.
Nach seinem Ausscheiden aus dem US-Repräsentantenhaus praktizierte Cowherd wieder als Anwalt in Kansas City. Im Jahr 1908 kandidierte er für das Amt des Gouverneurs von Missouri, verlor aber mit 48:50 Prozent der Stimmen gegen den Republikaner Herbert S. Hadley. Danach zog er nach Pasadena in Kalifornien, wo er als Jurist arbeitete. Dort ist er am 20. Juni 1915 auch verstorben. Er wurde in seinem Heimatort Lee’s Summit beigesetzt.